# Moldoveni (okręg Neamț)
Moldoveni – wieś w Rumunii, w okręgu Neamț, w gminie Moldoveni. W 2011 roku liczyła 1283 mieszkańców.